# 道の駅花かげの郷まきおか
道の駅花かげの郷まきおか（みちのえき はなかげのさとまきおか）は、山梨県山梨市にある国道140号の道の駅である。「花かげ」は、童謡詩人大村主計の代表作に由来する。

## 施設
- 駐車場
  - 普通車：119台
  - 大型車：3台
  - 身障者用：2台
- トイレ（いずれも24時間利用可能）
  - 男：大 2器、小 8器
  - 女：10器
  - 身障者用：2器
- 公衆電話
- 軽食コーナー
- 特産品販売コーナー
- 農産物販売コーナー

## 休館日
- 毎週水曜日（祝日の場合、翌日）
- 8月のみ無休

## アクセス
- 国道140号

## 周辺
- 牧丘温泉
- 乙ヶ妻のシダレザクラ
- 山梨消防署牧丘分署
- 山梨県道213号下荻原三日市場線
- 山梨県道219号柳平塩山線
- 秩父往還道